# Veglia d'armi
Vela de armas o La señal del fuego (Veglia d'armi) es una obra de teatro del italiano Diego Fabbri estrenada en 1956.

## Argumento
La pieza, impregnada de filosofía cristiana, recrea un ficticio congreso de jesuitas que congrega a miembros de la Compañía venidos de distintas partes del mundo, para debatir sobre la presencia cotidiana del Cristianismo en la sociedad contemporánea. Se suceden los testimonios de los emisarios de Estados Unidos, Rusia o España.

## Estreno
El 29 de agosto de 1956, en San Miniato, por la Teatro Popolare con Carlo Ninchi, Aldo Silvani, Annibale Ninchi, Arnoldo Foà y Renzo Giovampietro.

## La obra en España
La pieza se estrenó en España en 1962 en el Teatro Lara de Madrid, con el título de La señal del fuego, en traducción de José María Pemán y Félix Ros, dirección de Huberto Pérez de la Ossa e interpretación de Pastor Serrador, Maravilla Blanco, Francisco Piquer, Ángel Terrón y Antonio Queipo.
Cinco años más tarde se rodó una versión para televisión emitida en el espacio Estudio 1 de TVE, dirigida por Cayetano Luca de Tena e interpretada por Pablo Sanz, Fernando Delgado, Fernando Guillén, José María Escuer, Ricardo Merino, Agustín González, Rafael Arcos, María Luisa Merlo, Vicente Haro, Roberto Llamas y Charo Moreno.